# Csapó Virág
Csapó Virág (Budapest, 1968. augusztus 7.) Domján Edit-díjas magyar színésznő.

## Életpályája
1987-ben debütált színpadon az Arany János Színházban. 1988-ban szerepelt először filmben, amely a Törvény szövedéke volt. 1989-1993 között a Színház- és Filmművészeti Főiskola hallgatója volt, Szirtes Tamás osztályában. Főiskolásként játszott a Szegedi Nemzeti Színházban, a Győri Kisfaludy Színház és a budapesti Katona József Színházban. 1993-tól a kaposvári Csiky Gergely Színház társulatához szerződött. 2014-től a Kecskeméti Katona József Nemzeti Színház művésze. 
Férje Kocsis Pál színművész, három lányuk van. 2016-ban Lajosmizse mellé költöztek egy tanyára, amely azelőtt Bessenyei Ferenc tulajdona volt.

## Színpadi szerepei
- William Shakespeare: Minden jó, ha vége jó....Heléna
- William Shakespeare: A windsori víg nők....Fordné
- Carlo Goldoni: A chioggiai csetepaté....Lucietta
- Carlo Goldoni: A kávéház....Vittoria
- Carlo Goldoni: Nyaralás....Costanza
- Molière: Don Juan....Manci
- Molière: Képzelt beteg....Béline
- Georg Büchner: Leonce és Léna....Az államtanács elnöke
- Alfred Jarry: Übü....Übü mama
- Federico García Lorca: Vérnász....Anyós
- Szophoklész: Oidipusz király....Iokaszté
- Szophoklész: Antigoné....Iokaszté
- Fjodor Mihajlovics Dosztojevszkij: Bűn és bűnhődés....Dunya
- Lev Nyikolajevics Tolsztoj: A sötétség hatalma....Anyiszja
- Ivan Szergejevics Turgenyev: Egy hónap falun....Anna Szemjonovna, Iszlajev anyja
- Makszim Gorkij: Éjjeli menedékhely....Vaszilissza
- Edmond Rostand: Cyrano de Bergerac....Roxane
- Arthur Miller: Istenítélet....Abigail Williams
- Bertolt Brecht: Kurázsi mama és gyermekei....
- Bertolt Brecht: Koldusopera....Polly
- Reginald Rose: Tizenkét dühös ember....Tizenkettedik esküdt
- Jean-Paul Sartre: Zárt tárgyalás....Estelle
- Witold Gombrowicz: Yvonne, burgundi hercegnő....Dáma
- Peter Weiss: Marat/Sade....Juliette
- David Seidler: A király beszéde....Myrtle, Lionel felesége
- Ken Kesey: Kakukkfészek....Candy Starr
- Bicat: Elvira Madigan....Gisella
- Georges Feydeau: Bolha a fülbe....Antoinette
- Georges Feydeau: Tökfilkó avagy a hülyéje....Maggy Soldignac
- Robert Thomas: Nyolc nő....Madame Chanel
- Agatha Christie: ... És már senki sem!....Mrs. Rogers
- Paul Portner: Hajmeresztő....Mrs. Schubert
- Simon Gray: A játék vége....Jenny
- Thornton Wilder: A mi kis városunk....Mrs Webb
- Ivan Kusan: Galócza....Ankica
- Koljada: Murlin Murlo....Inna
- Koenigsmark: Susogó ligetek ünnepe....Blazenka Veselá
- Hochhuth: A helytartó....Sabine Berger; Julia Luccani
- Barker: Jelenetek egy kivégzésből....Dementia
- Nield: Ali baba és vagy negyven gengszter....Dolly
- Elżbieta Chowaniec: Gardénia....Nő II.
- Duras: Naphosszat a fákon....
- Petőfi Sándor: Tigris és hiéna....Predszláva
- Tóth Ede: A falu rossza....Csapóné
- Nagy Ignác: Tisztújítás....Nelly
- Szép Ernő: Vőlegény....Mariska
- Füst Milán – Darvasi László: Störr kapitány....Lizzy
- Heltai Jenő: Az orvos és a halál....Első fiatal ápolónő
- Heltai Jenő: A fehér rózsás úr....Panni
- Heltai Jenő: Menazséria....Cselédlány II.
- Molnár Ferenc: Liliom....
- Molnár Ferenc: Az üvegcipő....Viola
- László Miklós – Mohácsi István – Mohácsi János: Illatszertár....Hammerschmidtné
- Ödön von Horváth: Kasimír és Karoline....Maria
- Móricz Zsigmond: Úri muri....Rhédey Eszter
- Móricz Zsigmond: Rokonok....Lina
- Móricz Zsigmond: Nem élhetek muzsikaszó nélkül....Veronika
- Örkény István: Kulcskeresők....Nelli
- Gádor Béla – Tasnádi István: Othello Gyulaházán....Szusits Márta
- Fejes Endre – Presser Gábor: Jó estét nyár, jó estét szerelem....Hűvös Ilona
- Németh Ákos: Müller táncosai....Erika
- Horváth Péter: Csao Bambino....Göttli Jutka
- Schwajda György: Ballada a 301-es parcella bolondjáról....a bolond Felesége
- Egressy Zoltán: Portugál....Feleség
- Tasnádi István: Kokainfutár....Maria Kroll
- Tasnádi István: Világjobbítók....Mária
- Tasnádi István: Memo - A felejtés nélküli ember... Wéber professzor
- Háy János: A kéz....Zenetanárnő
- Hamvai Kornél: Körvadászat....Angéla
- Babarczy László – Lukáts: Oidipusz király....Női kar
- Lőrinczy Attila: Fahim....Maja
- Mohácsi: 56 06 őrült lélek vert hadak....
- Frayn: Szigliget (balmorál)....Lukics Mária
- De Angelis: Színházi bestiák....Mrs. Betterton
- Szőcs Artur: Cigánytábor az égbe megy....Izergil
- Tomasz Man: 111....Anya
- Bob Fosse – Fred Ebb – John Harold Kander: Chicago....Morton Mama
- Ábrahám Pál: 3:1 a szerelem javára....
- Kálmán Imre: 1916 - A Csárdáskirálynő....Arankám; Leontine drágám [3]
- Kálmán Imre: Cirkuszhercegnő....Güntherné
- Huszka Jenő: Erzsébet....Waldeck grófnő
- Eisemann Mihály: Fekete Péter....Mme Lefebre
- Lehár Ferenc: A víg özvegy....Olga
- E. T. A. Hoffmann: Diótörő....Helén néni (rokon); Egérfül asszonyság (királynő)
- Szamuil Marsak: A bűvös erdő....Királynő
- Carlo Collodi: Pinokkió, a hosszúorrú fabáb története....Tündér
- Lázár Ervin: A kisfiú meg az oroszlánok....Arabella
- Török Sándor – Keleti István: Csilicsala csodái....szereplő
- Váradi R. Szabolcs: Továbbisvan....szereplő
- Csukás István: Utazás a szempillám mögött....Igazgatónő; II. Nyúl; II. seregély; II. szónok; II. Vakond; Sánta kutya
- Antoine de Saint-Exupéry: A kis herceg....Kígyó
- Patricia Highsmith: A tehetséges Mr. Ripley....Emily Greenleaf, Dottie néni
- Carlo Collodi: Pinokkió....Francesca, egy róka, Giovanni, egy fiú
- Tim Firth: Naptárlányok....Marie

## Filmjei

### Játékfilmek
- Ismeretlen ismerős (1989)
- Az utolsó nyáron (1991)
- Fegyencek szabadságon (1993)
- Szamba (1996)
- Nekem lámpást adott kezembe az Úr Pesten (1999)

### Tévéfilmek
- A törvény szövedéke (1988)
- Kutyakomédiák (1992)
- Kisváros (1993-1997)
- Boldog békeidők (1994)
- Barátok közt (1998–2003; 2012; 2018)
- Világjobbítók (2011)
- A tanár (2020)
- Hazatalálsz (2023–2024)
- A mi kis falunk (2025)

## Díjai
- Domján Edit-díj (2007)
- Magyar Ezüst Érdemkereszt (2021)[4]
- Az évad legjobb női epizodistája Kecskemét (2015-2016)